# Meredith Sholder
Pour les articles homonymes, voir Sholder.
Meredith Sholder née le 27 février 1999, est une joueuse américaine de hockey sur gazon.

## Carrière
Elle a fait ses débuts en équipe première le 26 mars 2022 contre l'Allemagne à Mönchengladbach lors de la Ligue professionnelle 2021-2022.